# Marvin Clark
Marvin Deray Clark Jr.  (n. Kansas City (Misuri), 3 de noviembre de 1994) más conocido como Marvin Clark II, es un baloncestista estadounidense que pertenece a la plantilla del Falco KC Szombathely de la  NB I/A húngara. Con 2,01 metros de estatura, juega en la posición de alero.

## Trayectoria deportiva

### Universitaria
Jugó dos temporadas en los Michigan State Spartans de la Universidad Estatal de Míchigan desde 2014 a 2016 y otras dos temporadas en los St. John's Red Storm de la Universidad de San Juan en Nueva York, desde 2017 a 2019.

### Profesional
Tras no ser elegido en el Draft de la NBA de 2019, firmó su primer contrato como profesional en Bélgica en las filas del Kangoeroes Basket Willebroek de la Pro Basketball League, en el que promedió 12,67 puntos en 15 partidos disputados.
En la temporada 2020-21, continuó en el conjunto del Kangoeroes Basket Willebroek, en el que promedió 13,39 puntos en 28 encuentros.
El 28 de mayo de 2021, firmó por el Chalons-Reims de la Ligue Nationale de Basket-ball, para cubrir la baja por lesión de Jessie Begarin.
En la temporada 2021-22, firma por el Falco KC Szombathely de la NB I/A húngara.